# 区域地理学
區域地理學（regional geography）是研究某一特定地区地理环境的特征、结构、发展变化，以及区域分异和区际联系的学科，是地理学的分支学科之一。不仅揭示特定区域的自然特征，而且区域的社会、经济、历史等因素，研究人类活动对区域环境的影响。为人们制定区域经济发展规划、合理利用自然资源、解决生态环境问题等提供理论依据。

## 背景
区域地理学是一门古老的学科，早期的区域地理学以区域的描述为主，中国战国时期的《尚书·禹贡》天下分为九州，分别记载有山川、湖泊、土壤等自然地理的内容。中国历代的方誌和全国性的总誌部分就带有区域地理的特点，如唐代的《元和郡县图志》记载当时全国政区沿革、范围、山川、户口、贡赋和古迹等情况，还附有地图，近现代的区域地理著作非常接近。
在西方，区域地理学最早可追溯到古希腊时期，西方古代也有相关记载的著作，如古罗马时期斯特拉波的《地理学》，对当时已知世界的自然特征、物产、城市、风俗等作的记载。13世纪，意大利人马可·波罗写的《马可·波罗游记》关于东方的见闻，可以说是关于东方的区域地理著作。区域地理学作为一门学科研是于19世纪从西方首先开始的。

## 研究内容
- 人地研究：把特定区的人与地理环境看作的一整体，研究环境对人和人对环境的相互影响。
- 景观研究：研究区域地理景观的特征及其历史发展。
- 区域地理调查、区划和规划：对区域的地理环境进行全面的了解和考察，评估自然条件和资源基础，进行区域特征和区域分异的研究。
- 专题性区域研究：研究某一区域的生态、环境、资源、人口等问题。
- 区域综合研究：对某一区域的自然资源、生态环境等进行综合研究，结全实际情况，提出区域开发、利用和改造的措施和途径。

## 相关链接
- 一切資料庫--區域地理學